# Роставиця (річка)
Ростави́ця — річка в Україні, ліва притока Росі (басейн Дніпра).

## Загальні дані
Назва річки веде свою етимологію від рослини віца - в'яжуче дерево - лоза, росте віца (лоза) - річка Роставиця. 
Довжина річки — 116 км, площа басейну — 1 465 км². Долина трапецієподібна, глибока (до 40 м), завширшки до 2,5 м. Заплава у верхній течії заболочена, нижче — осушена; пересічна ширина заплави 400 м. Річище звивисте, на окремих ділянках розгалужене. Пересічна ширина річища у верхів'ї — 7—15 м, у нижній течії — 12—30 м, глибина до 2—2,5 м (у середній течії). Похил річки 1,3 м/км. Живлення — дощово-снігове. У нижній течії споруджено 3 водосховища, є чимало ставків. Середня витрата води у гирлі Роставиці становить 3,59 м³/с.

## Територія протікання і використання

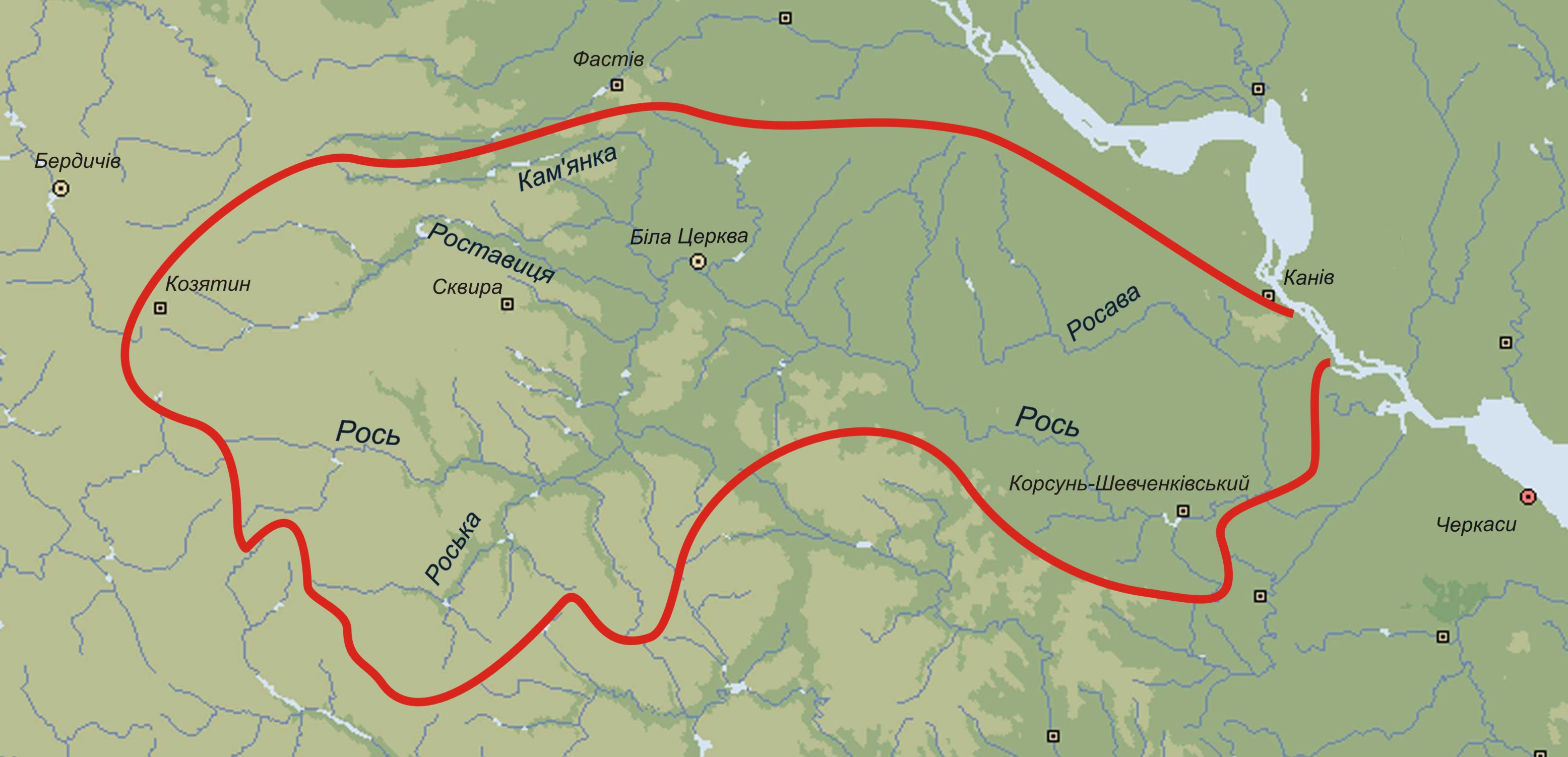
Розташування на карті у басейні річки Рось

Роставиця бере початок між Козятином та Титусівкою. Протікає Придніпровською височиною, в межах Козятинського району Вінницької області, Ружинського і Попільнянському районах Житомирської області та Сквирського і Білоцерківського районів Київської області. Спершу річка тече на південний схід, згодом повертає на північний схід, між селами Паволоч і Голуб'ятин знову повертає на південний схід. Впадає в Рось навпроти села Пилипча. 
Використовується для промислового водопостачання і зрошування. 
На Роставиці стоїть райцентр Житомирщини смт Ружин. При річці розташований ботанічні заказники «Трубіївський ліс», «Голубіївський ліс», «Карачина Гора».

## Притоки
Праві:
Атака, Струмок Роставиця, Фоса
- Без назви - струмок у Білоцерківському й Бердичівському районі Київської й Житомирської областей. Бере початок на південно-східній околиці села Малі Лисівці. Спочатку тече переважно на північний захід через село, далі тече переважно на північний схід через село Голуб'ятин і впадає у Роставицю. Приблизна довжина 9 км.[1]

Ліві:
Ситна, Шапова, Мурованка, Яр Цапиного Хутора, Постіл, Паволочка, Новосілка, Безназванка

## Галерея

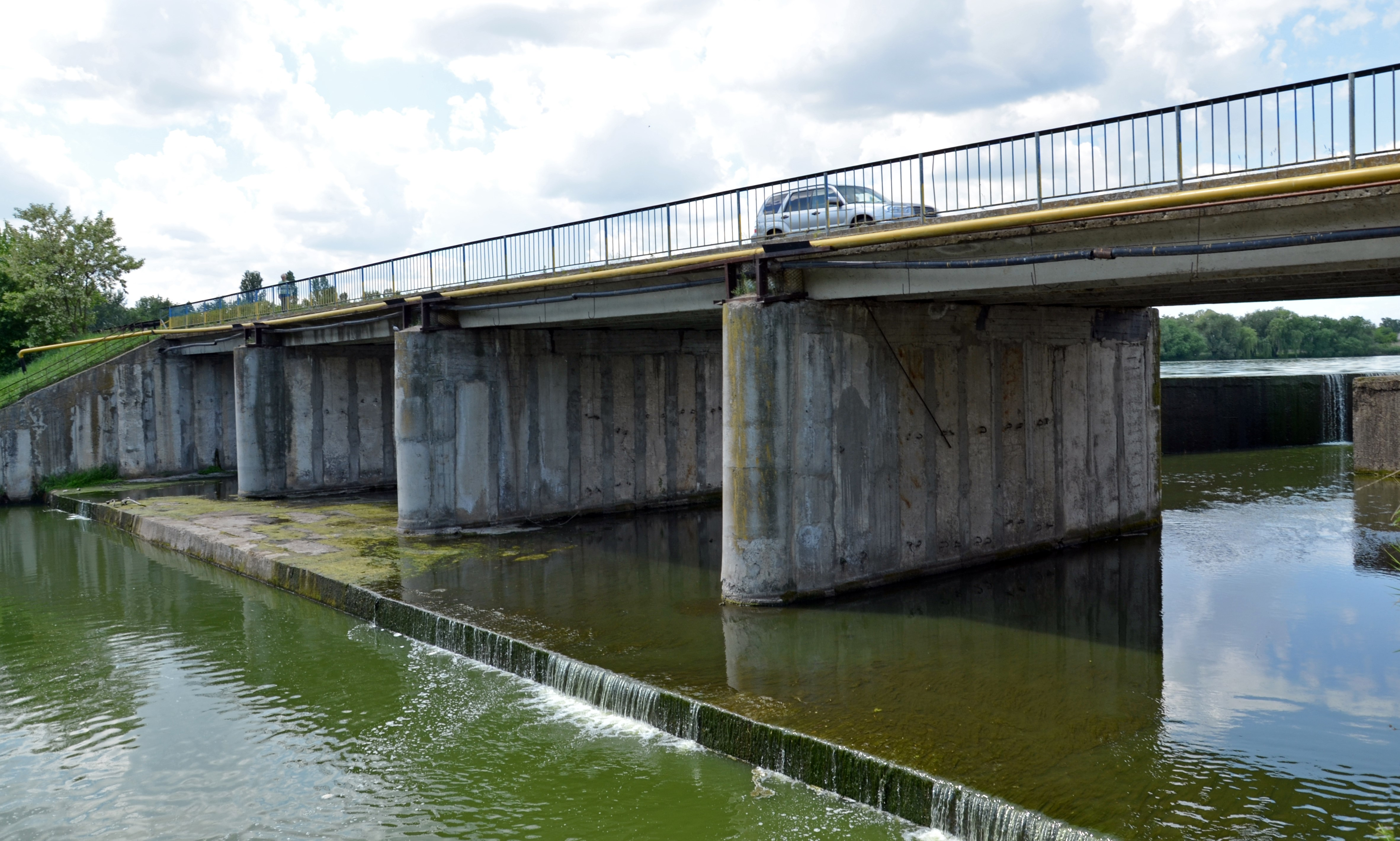
Дамба у селі Чубинці
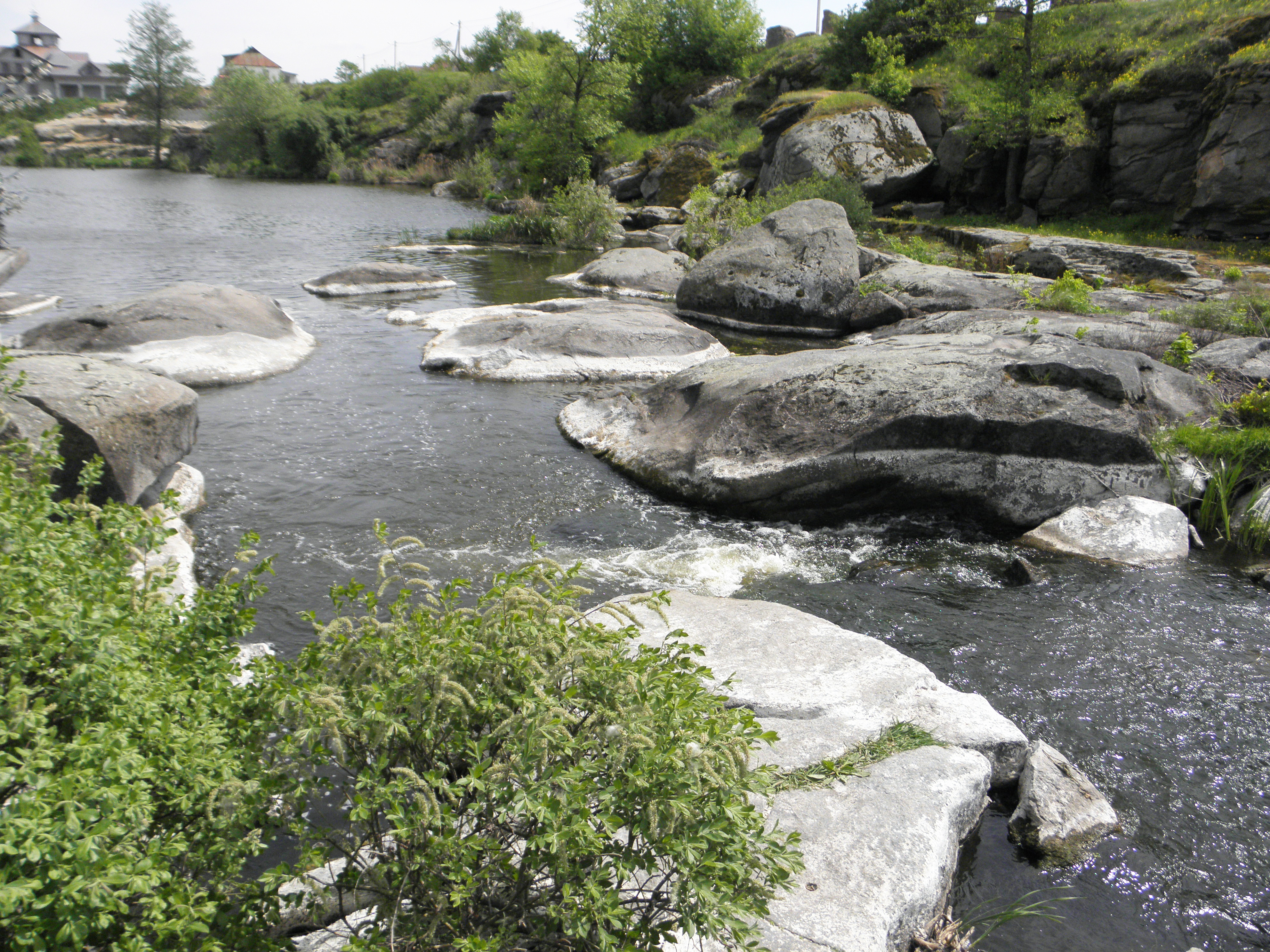
Пороги на річці
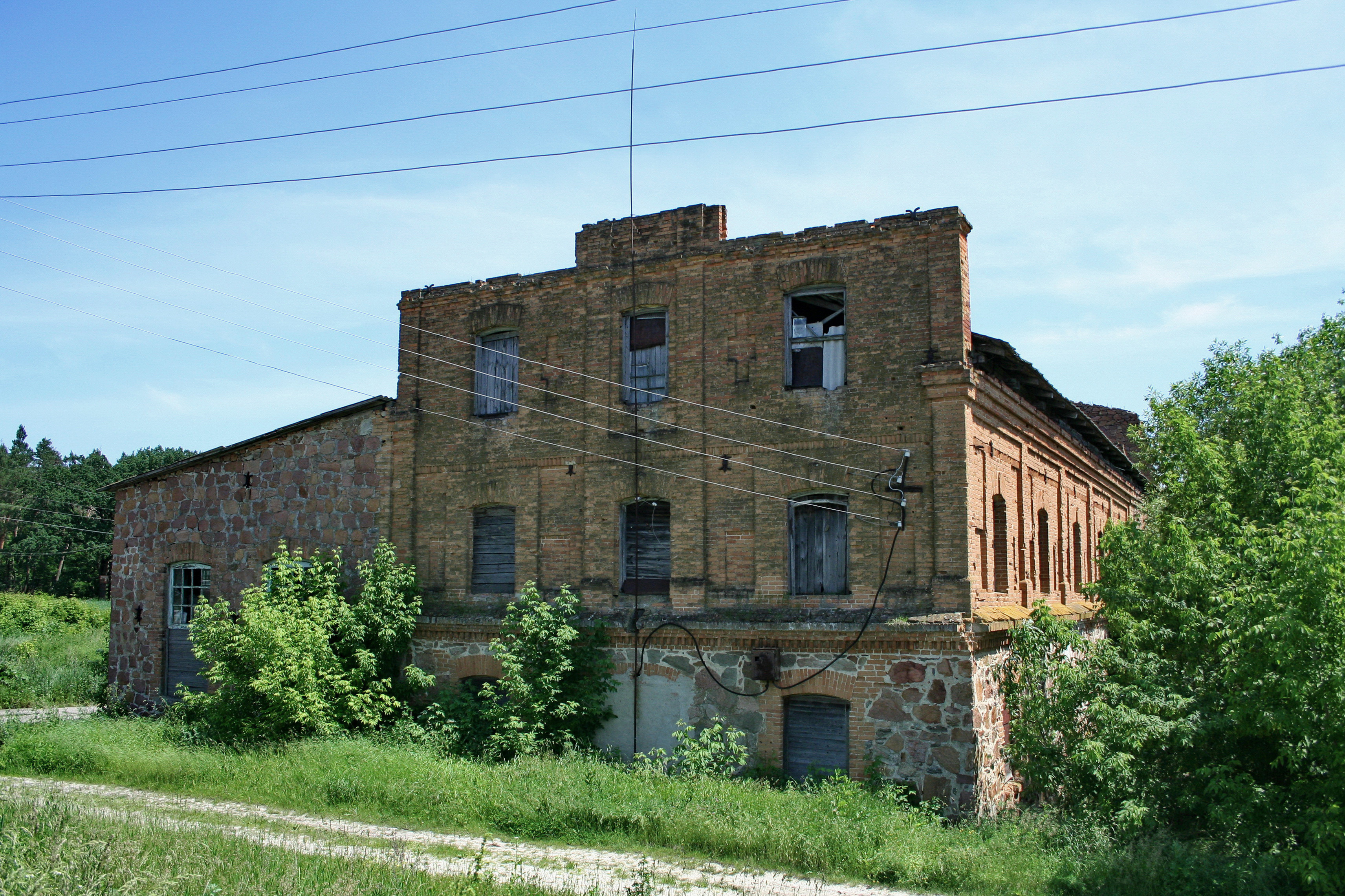
Великий млин у селі Чубинці
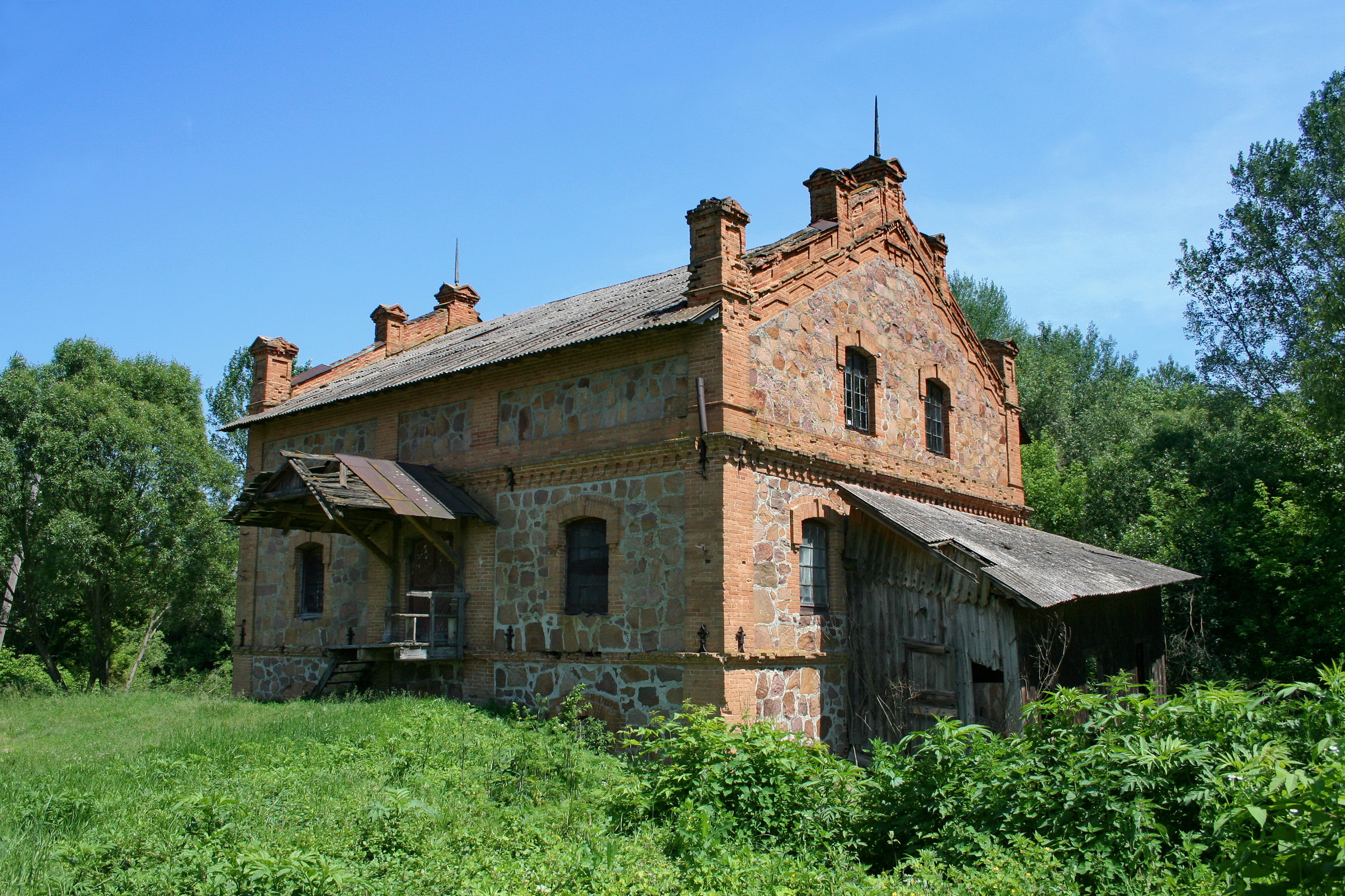
Малий млин у селі Чубинці
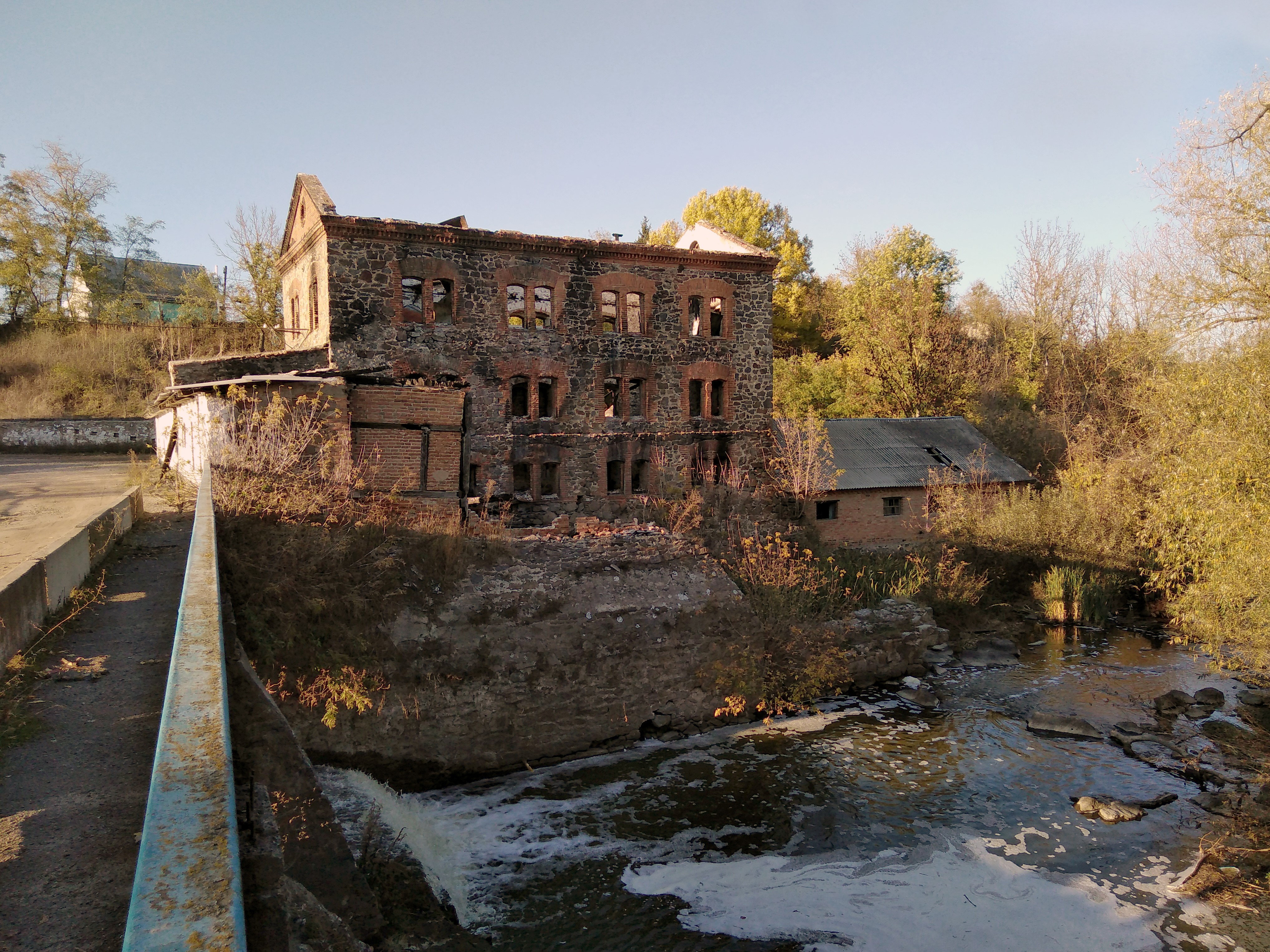
Млин у селі Ягнятин